# Prunus arabica
Prunus arabica — вид квіткових рослин із підродини мигдалевих (Amygdaloideae).

## Біоморфологічна характеристика
Це неозброєний листопадний кущ, 90–180 см у висоту. У жарку посушливу пору року він стає безлистим, і, як і в багатьох рослинах посушливих регіонів, його зелені стебла значною мірою взяли на себе функцію фотосинтезу.

## Поширення, екологія
Ареал: Туреччина, Сирія, Йорданія, Ізраїль, Саудівська Аравія, Оман, Ірак, Іран. Населяє сухі степи й відкриті дубові ліси. 

## Використання
Плоди вживають сирими чи приготовленими. З листя можна отримати зелений барвник. З плодів можна отримати барвник від темно-сірого до зеленого. Камедь, отримана з рослини, продається на місцевих ринках.

## Галерея

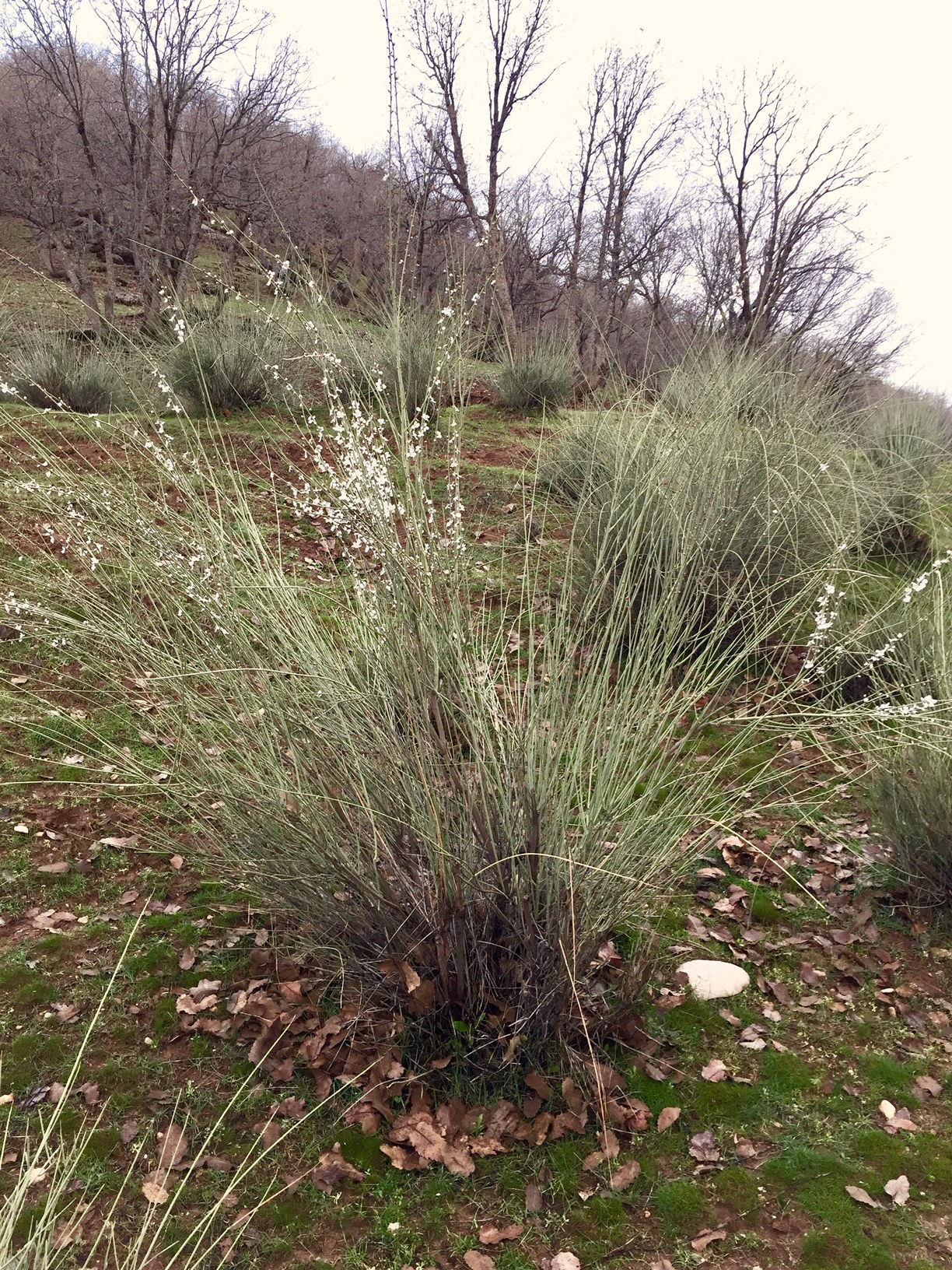
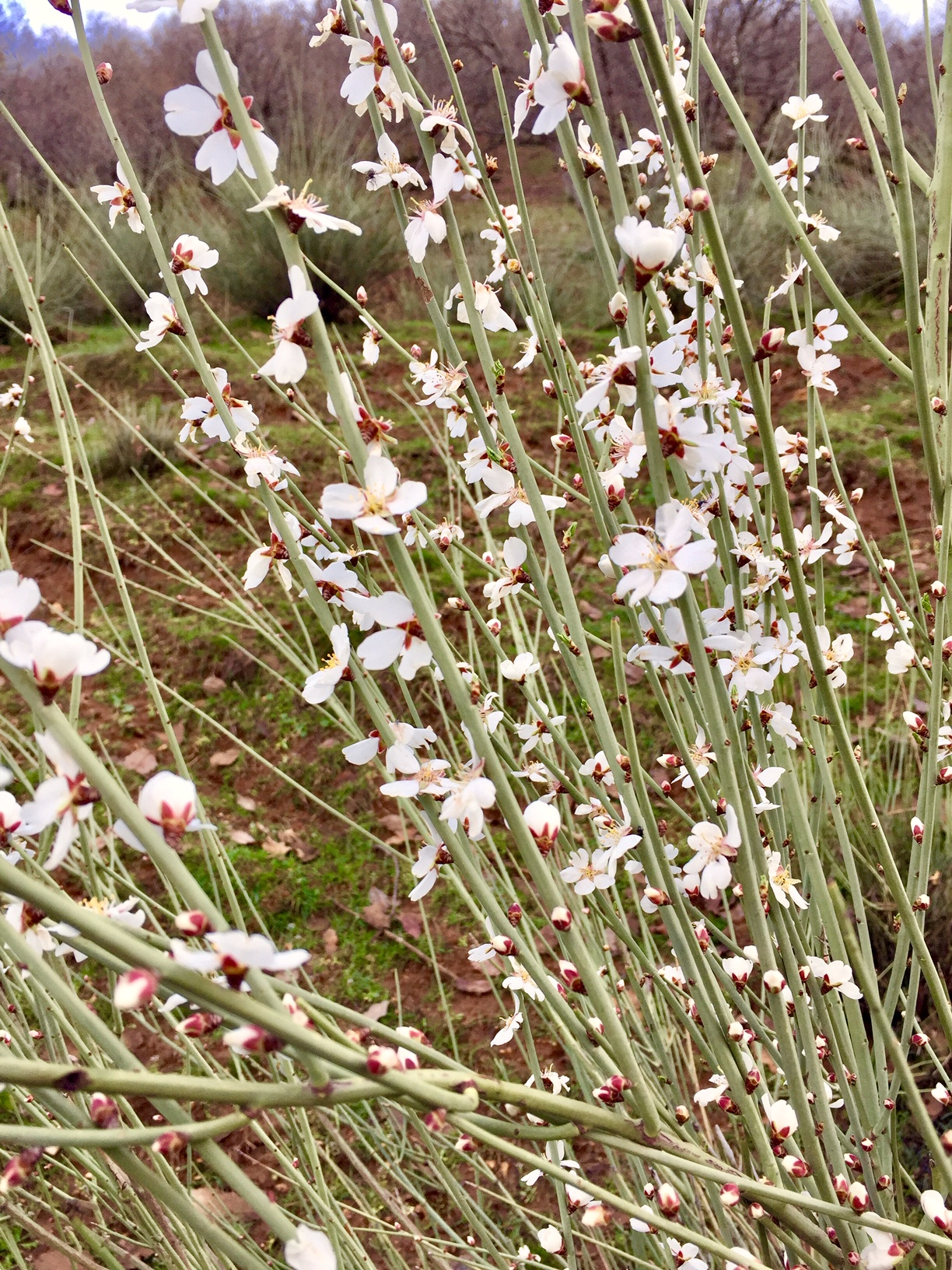